# Mločíkovití
Mločíci (Plethodontidae) jsou čeledí ocasatých obojživelníků, kteří nemají vyvinuté plíce. Žijí v různých místech Ameriky, ale byl objeven i asijský druh. Jejich systém není ustálen, rozeznává se několik podčeledí.

## Vzhled
Mločíci jsou obojživelníci čolkovitého tvaru. Pokožka bývá mnohdy různě zbarvená. Oči mají vystouplé, na předních nohou mají 5 prstů a na zadních 4. Celkově měří na délku od 5 do 20 cm.

## Způsob života
Obvykle se jedná o zcela suchozemské organismy, kteří kladou vejce na suchou zem. Někteří zástupci mají však vodní životní stadium (pulec) a jiné jsou dokonce po celý život výhradně vodní.
Ač jsou mločíci obojživelníci, nemají plíce. Místo nich dýchají kůží. Kyslík zprostředkovávají i sliznice tlamy a hrdlo, kde se rovněž odehrává výměna plynů. Jsou to drobní hmyzožravci. Potravu hledají pomocí výborného čichu i zraku. Při kousání potravy zvedají horní čelist (kterou má člověk nepohyblivou).
Zástupci některých druhů mločíků (například taxon Bolitoglossa altamazonica) se dokážou v poměru ke své velikosti velmi rychle pohybovat, a to až rychlostí kolem 24 km/h. To z nich dělá nejrychlejší známé obojživelníky.